# Michael Spanner

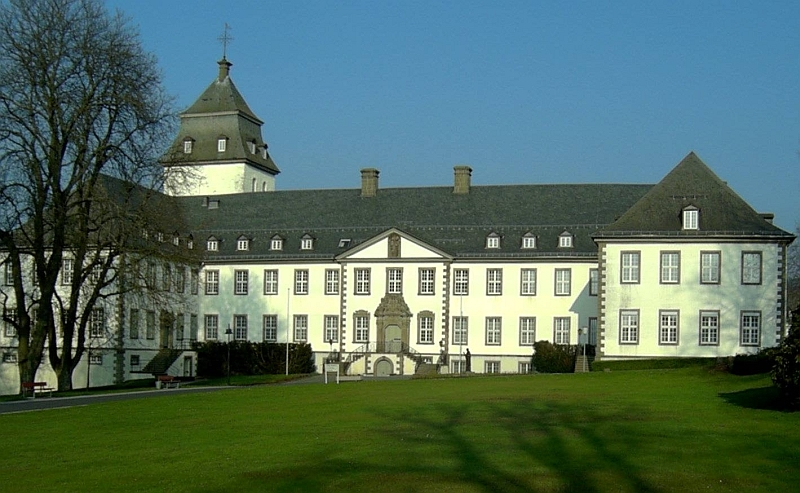
Ansicht des Hauptgebäudes von Kloster Grafschaft

Michael Spanner (teilw. auch Spannier) (* ~ 1684, † 31. Mai 1742 im Kloster Grafschaft) war ein deutscher Maurermeister und Architekt des Barocks.

## Leben
Über die Herkunft Spanners gibt es unterschiedliche Angaben. Vielfach wird angegeben, dass er aus Sachsen stammte. Nach Angaben beim Bau zu Schloss Overhagen stammte er aus Leitha, Herrschaft Schleitz. Andere Autoren gehen davon aus, dass er in Tirol geboren wurde. Dafür spricht, dass sein Bruder Stephan nach Eintragungen im Kirchenbuch der Stadt Rüthen gebürtig aus Tirol stammte. Möglicherweise erklären sich die unterschiedlichen Angaben dadurch, dass er ursprünglich aus Tirol kommend, über eine Beschäftigung in Sachsen in das Herzogtum Westfalen kam. Er arbeitete in Westfalen neun Jahre als Geselle bei Nikolaus Wurmstich in Lippstadt. Anscheinend wurde er nach dem Tod von Wurmstich dessen Nachfolger. Später fand Spanner seinen Lebensmittelpunkt in Erwitte.
Am 16. Januar 1719 heiratete er in Erwitte seine erste Frau Anna Maria geborene Spannahn. Mit ihr hatte er zwei Kinder. Am 27. Mai 1720 wurde Tochter Catharina Elisabeth und am 22. Januar 1722 Joan Conrad, Spanners erster Sohn, geboren. Aus der zweiten Ehe mit seiner Frau Katarina Dorothea, geborene Gabriel, die er am 19. November 1723 schloss, stammten ebenfalls zwei Kinder. Spanners zweiter Sohn Henning Wilhelm wurde am 3. Oktober 1724 und Tochter Joanna Margarete Antonetta Elisabeth am 31. Mai 1732 geboren. Ursprünglich war Spanner protestantischen Glaubens. Er trat später zum Katholizismus über. Michael Spanner starb am 31. Mai 1742 in Grafschaft.

## Werke
Baumeister Michael Spanner konnte vermutlich während seiner Gesellentätigkeit bei Nikolaus Wurmstich viele Erfahrungen und Kenntnisse sammeln, die für den Bau repräsentativer Objekte erforderlich sind. Es gibt jedoch keine Aufzeichnungen, die dieses belegen. Schloss Antfeld und Kloster Clarholz von Wurmstich gleichen aber späteren Spannerbauten.
Michael Spanner beschäftigte eine Vielzahl von Rüthenern Handwerkern. Kurz nach 1600 setzte die Zuwanderung von Maurern und Steinhauern aus südlichen Landesteilen und Ländern nach Rüthen ein. Nach dem Dreißigjährigen Krieg entwickelte sich Rüthen vermutlich aufgrund des Grünsandsteinaufkommens zu einem Bauzentrum. Rüthen lockte im Bauboom nach dem Krieg weitere Bauhandwerker und Künstler aus vielen Gegenden an. Sie zogen von dort aus zu zahlreichen Bauvorhaben im Sauerland und Umgebung. Zu ihnen gehörten auch Michael Spanners Brüder Johannes und Stephan, die im Jahr 1725 das Rüthener Bürgerrecht erwarben. Im Sauerländer Raum wurden von 1650 bis 1750 diverse heute noch erhaltene Großbauten ganz oder teilweise aus Rüthener Sandstein erbaut. Nachweislich wurden auch bei einigen Bauten von Spanner, wie Schloss Overhagen, das Rüthener Rathaus, die Deutschordenskommende in Mülheim und beim Kloster Grafschaft der Sandstein verwandt.
In den Jahren 1715/17 erbaute Spanner die neue Kirche in Römershagen im Kreis Olpe. Von 1718 bis 1721 war er am Bau von Schloss Overhagen beschäftigt. 1724 beauftragte ihn Abt Waltmann, neue Gebäude für das Kloster Liesborn zu errichten. Das Gebäude des Abts wurde 1735 vollendet. Dieses ist ein dreiflügeliger Bau. Er verfügt über ein repräsentatives Portal mit Freitreppe.  Zwischen 1726 und 1730 war er Architekt des Alten Rathauses in Rüthen mit seiner außergewöhnlichen Rundtreppe. Für die Anfertigung des nackten Rohbaues erhielt Spanner vertragsgemäß 353 Reichstaler und 9 Groschen ausgezahlt. Zudem bekam er 1727 noch einmal 211 Reichstaler und 22 Groschen. Im Stadtarchiv Rüthen befindet sich die Schlussrechnung über die Rathauserbauung von 1727 mit der Unterschrift Spanners.
Die runde Freitreppe wurde erst 1730 errichtet.
Ab 1729 war er mit dem Neubau des Klosters Grafschaft beschäftigt. Neben dem Klosterbau in Grafschaft nahm Spanner weitere Aufträge an. Er erbaute im Jahr 1734 das Renteigebäude des Ordensschlosses der Deutschordenskommende in Mülheim. Vertraglich erhielt er dafür am 1. Oktober 1734 insgesamt 332 Taler und 9 Groschen. Später führte Spanner noch einen Auftrag an einem Stallgebäude aus. Ferner wird Spanner auch das neue Herrenhaus Almerfeld aus dem Jahr 1738 zugeschrieben. Außerdem baute er den Landsberger Hof in Arnsberg nach einem Brand im Jahr 1733 bis 1741 wieder auf. Das Gebäude erhielt dabei ein für Adelsgebäude damals beliebtes Mansarddach, das im 19. Jahrhundert durch die heutige Dachform ersetzt wurde. Nach dem Vertrag mit dem Erbdrosten Freiherr von Landsberg von 1740 bekam Spanner dafür 850 Reichstaler.
Spanner starb 1742 auf der Baustelle in Grafschaft und wurde im Chor des Klosters begraben. Sein Bruder Johannes Spanner setzte den Bau fort.
| Beschreibung | Ort                      | Baujahr/-zeit                        | Bild |
| --- | ------------------------ | ------------------------------------ | ---- |
| Pfarrkirche Maria regina coeli Die Kirche ist ein schlichter Saalbau in gotisierendem Stil mit dreiseitigem 3/8-Schluss. Der romanische Turm soll ursprünglich ein Wehrturm gewesen sein. | Wenden-Römershagen       | 1715/17 erbaut und 1730/31 verändert |      |
| Schloss Overhagen Nach dem Abriss des alten Baues im Jahr 1619 wurde der zweigeschossigen Neubau mit zwei mächtigen Ecktürmen im Stil der Lipperenaissance errichtet. Die Fassade wird von zahlreichen fratzenhaften oder portraitähnlichen Gesichtern und Tierköpfen geprägt. Die Bauten der Vorburg wurden 1720 im barocken Stil errichtet. Beteiligt waren nachweislich Nikolaus Wurmstich und Michael Spanner. Weitere Umbauten darunter ein Portalrisalit stammen aus dem Jahr 1735. | Lippstadt                | 1718–1721                            |      |
| Kloster Liesborn Der Neubau des Klostergebäudes erfolgte ab 1735 durch Michael Spanner. Das barocke Abthaus ist ein dreiflüglicher Bau. Er verfügt über ein repräsentatives Portal mit Freitreppe. Zwischen 1739 und 1755 wurde der Nordflügel angebaut. | Liesborn                 | 1724–1735                            |      |
| Altes Rathaus Der im Barockstil errichtet Putzbau mit übergiebelten Mittelrisaliten zeichnet sich durch seine mächtige, zweiläufige Außentreppe aus Rüthener Sandstein aus. Die eindrucksvolle Rundtreppe ist in ihrer Bauart vermutlich einzigartig in Westfalen. | Rüthen                   | 1726–1730                            |      |
| Kloster Grafschaft Am 19. Mai 1729 legte der Abt Ambrosius Bruns den Grundstein für das Kloster. Der komplette Neubau der Abtei im barocken Stil erfolgte zwischen 1729 und 1742. In den Jahren 1738 bis 1743 baute man die dreischiffige Hallenkirche. Sie galt als die schönste Kirche des kurkölnischen Sauerlandes. Die barocke Kirche wurde im Jahr 1832 mit Ausnahme des noch aus dem Mittelalter stammenden Turms abgerissen.                                                      | Schmallenberg-Grafschaft | 1729–1942                            |      |
| Landsberger Hof Das nach einem Brand neu errichtete Stadtpalais besteht aus einem Hauptgebäude mit einem rückwärtig angebauten Turm, einem Seitenflügel und Nebengebäuden. | Arnsberg                 | 1733–1741                            |      |
| Deutschordenskommende Mülheim Rentei und ein Stallgebäude Die Gebäude der Komturei und die Kirche bilden zusammen einen hochgelegenen, recht ausgedehnten Baukomplex. Das Hauptgebäude ist dreigeschossig mit einem Mittelrisalit, seitlichen Ecktürmen und einer repräsentativen Freitreppe. Die Rentei befindet sich gegenüber dem Pfarrhaus vor dem Hauptgebäude. | Warstein-Sichtigvor      | 1734                                 |      |
| Haus Almerfeld Das langgestreckte einstöckige Herrenhaus mit Staffelgiebeln, Mittelrisalit und wappengeschmücktem Barockportal wurde im Jahre 1738 erbaut. | Brilon                   | 1738                                 |      |

## Sonstiges
In Schmallenberg wurde eine Straße nach Spanner benannt.